# Arytrurides inornata
Arytrurides inornata là một loài bướm đêm trong họ Noctuidae.